# Eugénio César Laborinho
Eugénio César Laborinho (* 10. Januar 1955 in Malanje) ist ein angolanischer Offizier der Streitkräfte FAA (Forças Armadas Angolanas) und Politiker der Volksbewegung zur Befreiung Angolas MPLA (Movimento Popular de Libertação de Angola), der unter anderem zwischen 2017 und 2019 Gouverneur der Provinz Cabinda sowie war und seit 2019 Innenminister war.

## Leben
Eugénio César Laborinho trat während des angolanischen Unabhängigkeitskrieges 1975 dem Militärischen Sicherheitsdienst der der Volksbewegung zur Befreiung Angolas MPLA (Movimento Popular de Libertação de Angola) in Malanje bei. 1976 wurde er Leiter des Nachrichtendienstes der Volksarmee für die Befreiung Angolas (Forças Armadas Populares de Libertação de Angola), des bewaffneten Teils der MPLA, in Malanje sowie 1977 stellvertretender Kabinettschef für Organisation, Planung und Kontrolle der Staatssicherheit (Segurança de Estado). Nachdem er 1978 einen Kurs über Sicherheitssystem, Schutz, Bekämpfung des illegalen Handels mit Diamanten in Großbritannien, Belgien und Deutschland absolviert hatte, wurde er verantwortlicher Offizier und Sicherheitschef von Diamang (Companhia de Diamantes de Angola), ein bis 1986 bestehendes Unternehmen, das sich mit dem Diamantenabbau in Angola beschäftigte. 1981 übernahm er den Posten als Militärischer Chef der Streitkräfte FAA (Forças Armadas Angolanas) in der Provinz Cunene sowie 1982 als Militärischer Chef und Sicherheitschef im Operativen Zentralkommando (Comando Central Operativo) der Provinz Bié.
1983 wurde Laborinho für die MPLA zum Mitglied der Volksversammlung (Assembleia Popular Provincial) der Provinz Bié gewählt und besuchte 1984 einen Lehrgang für Führungskräfte in Portugal. Er wurde 1986 Kommandant der Feuerwehr und des Katastrophenschutzes (Comandante dos Bombeiros e Protecção Civil) und bekleidete diese Funktion bis 2010. Während dieser Zeit besuchte er jeweils in Portugal 1990 einen Lehrgang für Feuerwehrleute, 1994 für Feuermanöver und vereinigte Einheiten sowie 1995 einen Lehrgang für Vorgesetzte und Führungskräfte an der Schule des Ministeriums für innere Verwaltung (Escola do Ministério da Administração Interna). Er absolvierte außerdem ein Studium der Psychologie am Höheren Institut für Erziehungswissenschaften (Instituto Superior de Ciências da Educação) der Universidade Agostinho Neto (UAN) und schloss dieses mit einem Lizenziat (Licenciatura em Psicologia) ab. Er wurde danach Mitglied der Psychologischen Gesellschaft (Associação dos Psicólogos de Angola). Im Anschluss bekleidete er zwischen 2017 und 2019 das Amt als Gouverneur der Provinz Cabinda.
2010 wurde Eugénio César Laborinho, der auch Mitglied des Politbüros der MLPA ist, Vize-Innenminister für Zivilschutz und Feuerwehr (Vice-Ministro do Interior para a Protecção Civil e Bombeiros) und fungierte als solcher in Personalunion bis 2017 auch als Exekutivkoordinator der Nationalen Kommission für Zivilschutz (Coordenador Executivo da Comissão Nacional de Protecção Civil). Im Anschluss bekleidete er zwischen 2017 und 2019 das Amt als Gouverneur der Provinz Cabinda.
Am 24. Juli 2019 berief Präsident João Lourenço ihn als Nachfolger von Ângelo de Barros Veiga Tavares zum Innenminister (Ministro do Interior) in dessen Kabinett. Auf dem VIII. Kongress wählte das ZK der MPLA ein aus 101 Personen bestehendes Politbüro, dem er ebenfalls angehört.